# Farná
Farná (bis 1948 slowakisch „Farnád“; ungarisch Farnad; deutsch Pfaffendorf) ist eine Gemeinde im Süden der Slowakei mit 1327 Einwohnern (Stand 31. Dezember 2024), die zum Okres Levice, einem Teil des Nitriansky kraj gehört.

## Geographie
Die Gemeinde befindet sich im slowakischen Donauhügelland am Bach Kvetnianka. Der östliche Teil des knapp 32,75 km² großen Gemeindegebiets erstreckt sich auf einer Flurterrasse des Hron, der westliche Teil ist vom Hügelland bezeichnet. Dort wird unter anderem Weinbau betrieben. Das Ortszentrum liegt auf einer Höhe von 159 m n.m. und ist 14 Kilometer von Želiezovce, 32 Kilometer von Nové Zámky sowie 33 Kilometer von Levice entfernt.

## Geschichte
Der Ort wurde zum ersten Mal 1156 als Fornod schriftlich erwähnt und gehörte zumeist dem Erzbistum Gran, im 12.–14. Jahrhundert auch örtlichen Edelmännern. 1295 ist die erste Kirche belegt. 1787 zählte man 178 Häuser und 1.153 Einwohner und 1828 197 Häuser und 1.327 Einwohner.
Bis 1918/1919 gehörte der im Komitat Gran liegende Ort zum Königreich Ungarn und kam danach zur Tschechoslowakei beziehungsweise heute Slowakei. Auf Grund des Ersten Wiener Schiedsspruches lag er 1938–45 noch einmal in Ungarn.

## Bevölkerung
| Jahr                | 1994 | 2004    | 2014    | 2024    |
| ------------------- | ---- | ------- | ------- | ------- |
| Anzahl der Personen | 1432 | 1450    | 1350    | 1327    |
| Unterschied         |      | +1,25 % | −6,89 % | −1,70 % |

| Jahr                | 2023 | 2024    |
| ------------------- | ---- | ------- |
| Anzahl der Personen | 1317 | 1327    |
| Unterschied         |      | +0,75 % |

Nach der Volkszählung 2011 wohnten in Farná 1307 Einwohner, davon 940 Magyaren, 326 Slowaken, 14 Roma, sechs Tschechen und ein Deutscher; ein Einwohner war anderer Ethnie. 19 Einwohner machten keine Angabe. 891 Einwohner bekannten sich zur römisch-katholischen Kirche, 147 Einwohner zur reformierten Kirche, 138 Einwohner zur evangelischen Kirche A. B., zwölf Einwohner zu den Zeugen Jehovas, fünf Einwohner zur griechisch-katholischen Kirche, drei Einwohner zur evangelisch-methodistischen Kirche und je ein Einwohner zur orthodoxen Kirche und zu den Siebenten-Tag-Adventisten. 83 Einwohner waren konfessionslos und bei 26 Einwohnern ist die Konfession nicht ermittelt.
Ergebnisse nach der Volkszählung 2001 (1450 Einwohner):
| Nach Ethnie: - 76,83 % Magyaren - 21,66 % Slowaken - 0,83 % Tschechen - 0,48 % Roma | Nach Konfession: - 66,34 % römisch-katholisch - 12,34 % evangelisch - 5,38 % konfessionslos - 1,79 % keine Angabe - 0,21 % griechisch-katholisch - 0,07 % orthodox |

## Bauwerke
- römisch-katholische Kirche im barocken Stil aus dem Jahr 1732
- reformierte Kirche aus dem Jahr 1787, 1804 um den Turm ergänzt
- evangelische Kirche aus dem Jahr 1823
- Denkmal an Gefallene der Ungarischen Revolution 1848/49 sowie des Ersten Weltkriegs